# Pampaemberiza olrogi
Pampaemberiza olrogi — викопний вид горобцеподібних птахів родини вівсянкових (Emberizidae), що існував у плейстоцені в Південній Америці. Скам'янілі рештки птаха знайдені неподалік міста Некочея в провінції Буенос-Айрес на сході Аргентини.